# Sant'Agata dei Goti Falanghina passito
Il Sant'Agata dei Goti Falanghina passito è un vino DOC la cui produzione è consentita nella provincia di Benevento.

## Caratteristiche organolettiche
- colore: ambra più o meno intenso.
- odore: delicato, tipico.
- sapore: caratteristico, alcolico.

## Produzione
Provincia, stagione, volume in ettolitri
- nessun dato disponibile